# Beserlpark
Beserlpark ist in Wien eine scherzhafte Bezeichnung für eine „kleine kümmerliche Parkanlage“. Neuerdings wird der Ausdruck auch ohne abwertenden Charakter für eine Kleinparkanlage verwendet.
Das aus dem Wiener Dialekt stammende und inzwischen sowohl in der Umgangssprache als auch manchmal in der Schriftsprache verwendete Wort bezeichnet eine kleine städtische Parkanlage vom Ausmaß einer größeren Verkehrsinsel oder einem begrünten und öffentlichen Vorplatz eines Gebäudes bis zur maximalen Größe eines Häuserblocks und ist von Häusern umgeben. Seit einigen Jahren werden auch immer wieder Baulücken im sehr dicht verbauten Gebiet innerhalb des Wiener Gürtels in kleine Parkanlagen umgewandelt. Begrünt ist er vor allem mit Sträuchern und wenigen Bäumen, hat Bänke zum geselligen Beisammensein und je nach Platzangebot oft einen Kleinkinderspielplatz oder/und einen umzäunten Ballspielplatz für die größeren Kinder und Jugendlichen. Einige Beserlparks erhielten auch eigene Namen und bis Mitte der 1950er Jahre waren viele, wie auch die großen Parks, eingezäunt.

## Etymologie

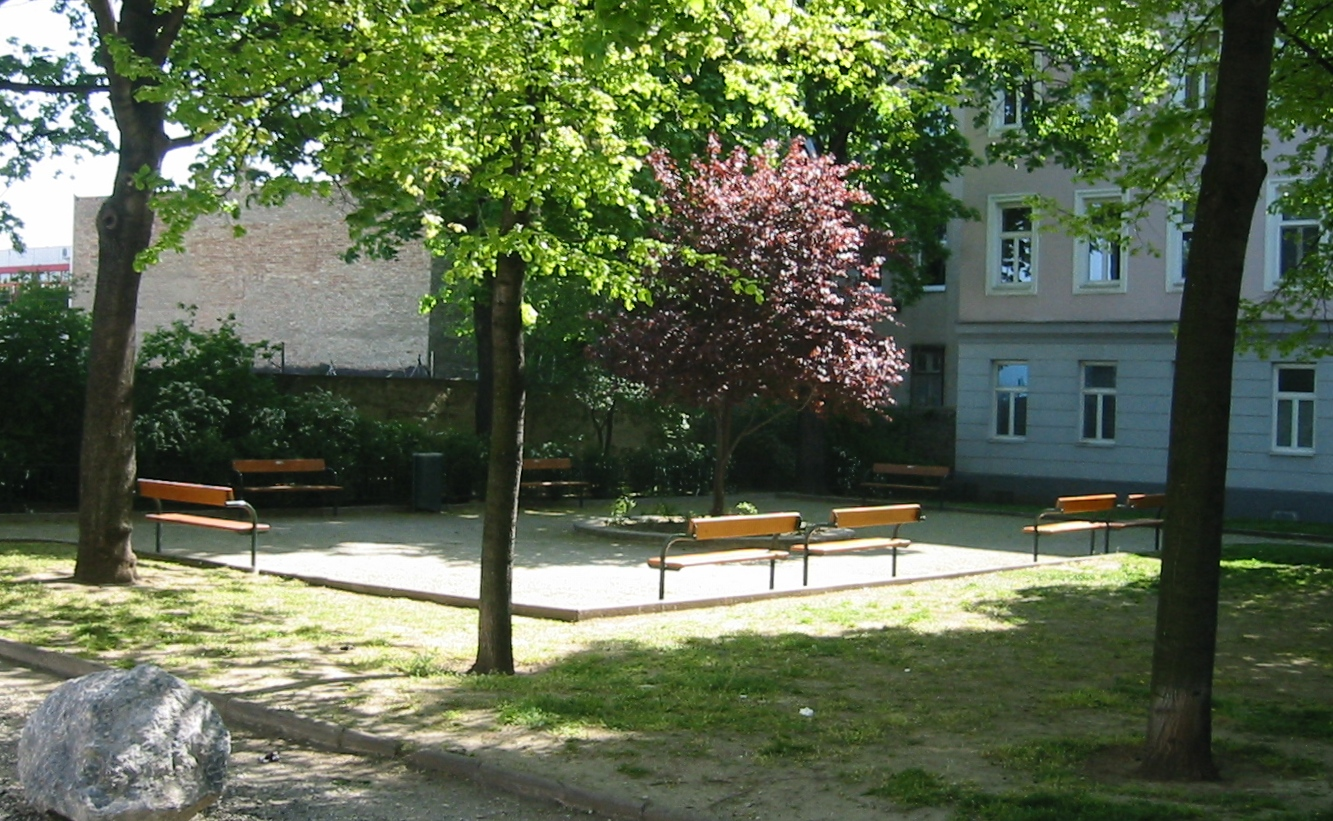
Der Brehmpark in Simmering, ein wenige hundert Quadratmeter großer Beserlpark

Für das Wort existieren zwei Herleitungen, eine sprachwissenschaftlich fundierte, die gut belegt ist, und eine durch Volksetymologie beeinflusste.
- Der Wortbestandteil Beserl hatte ursprünglich nichts damit zu tun, dass in kleinen, vernachlässigten Parks verkümmerte Sträucher oder Bäume wuchsen, die man in der Wiener Mundart als Beserln bezeichnete.[4] Die älteste Verwendung des Ausdrucks Beserlpark erfolgte in Zusammenhang mit einem Park, der 1860 auf dem Franz-Josefs-Kai am Ufer des dortigen Donauarms, des heutigen Donaukanals, errichtet worden ist. Dass es sich dabei um keinen kümmerlichen Park gehandelt hat, beweist eine Bemerkung in Moriz Bermanns Buch Alt- und Neu-Wien. Geschichte der Kaiserstadt und ihrer Umgebungen aus dem Jahr 1880.[5] Der Autor bezeichnete den Kaiser-Franz-Josef-Park samt seiner Allee als hübsche Örtlichkeit, die der fröhlichen Kinderwelt als Spielplatz diente. Laut Bermann sind damals die „dralligen Dienstmägde“ dieser Kinder, „umschwärmt von schmucken Kriegern“ im Park flaniert. Demnach war Beserl ein scherzhafter Ausdruck für Dienstmädchen. Carl Loritza vermerkt in seinem 1847 erschienenen Wörterbuch des Wienerischen das Zeitwort „beseln“ (= emsig hin und her trippeln, geschäftig sein) sowie den Ausdruck „Besen“ für eine „leichtsinnige, schmutzige Weibsperson“.[6] Schließlich ist in einem Wörterbuch der Gaunersprache aus dem Jahr 1922 der Ausdruck „Beserl“ als Bezeichnung für ein „leichtsinniges, junges Weib“ bzw. eine „unkontrollierte (geheime) Prostituierte“ zu finden.[7] Der Wiener Polizeiarzt Josef Schrank wird in dem 1886 erschienenen Werk Die Prostitution in Wien noch deutlicher: „Die gemeinsten, meist mit keinem Gesundheitsbuch versehenen Prostituierten benützen zur Ausübung ihres Schandgewerbes bei Nacht die öffentlichen Parkanlagen, besonders den Stadtpark, den Rathauspark, den Park am Franz-Josefs-Kai Quai (Beserlpark), den Prater u. s. w.“[8]

- Als die ursprüngliche Bedeutung des Ausdrucks „beseln“ in Vergessenheit geriet, übertrug man das Wort Beserlpark auf kleine, kümmerliche Parkanlagen, deren Sträucher oder Bäume wie Besen aussahen. Diese Erklärung gab beispielsweise Arthur Schnitzler in seiner posthum erschienenen Autobiographie Jugend in Wien, die dieser vorwiegend 1915 und 1918 unter dem Titel Leben und Nachklang. Werk und Widerhall ausgearbeitet hatte: „Die häufigsten Zusammenkünfte hatten wir in den neuen Anlagen am Donaukanal, dem eben neuangelegten Quaipark, der im Volksmund wegen seines damals noch nicht sehr üppigen Baumwuchses der »Beserl«-Park hieß, was uns übrigens nicht sonderlich kümmerte, da wir uns meist in den dunkeln Abendstunden trafen, nach den Klavierlektionen, die Fännchen in befreundeten Familien erteilte.“[9]

## Verwendung außerhalb Wiens
Inzwischen ist das Wort auch in städtischen Gebieten Niederösterreichs – wo zum Beispiel in Mank seit 1994 ein „Beserlpark-Festival“ stattfindet und in St. Pölten ein mittelgroßer Park an der Ecke Julius Raab Promenade / Radetzkystraße diese Bezeichnung als offiziellen Namen trägt – Oberösterreichs, Salzburgs, Kärntens und in weniger starkem Maße auch in der Steiermark sowie in Innsbruck bekannt und wird von Bevölkerungsteilen aktiv für die Bezeichnung bestimmter Parkanlagen verwendet. Im zum alemannischen Sprachraum zählenden Vorarlberg und auch in Bayern ist der Begriff wenigen bekannt.

## Rezeption in Kunst und Kultur
Im Wienerlied widmet ihm das Duo Czapek das Lied „A klaner Beserlpark“, im Nachlass von Ernst Waldbrunn findet sich die Lyrik „Das Grabgespenst vom Beserlpark“ sowie im Nachlass von Peter Herz die Konzepte zu „Liebe im Beserlpark“ und „Sommer im Beserlpark“. Bestimmte Vorgänge sind oft zu beobachten und werden immer wieder angesprochen. So füttern vor allem die alten Leute aus der Umgebung die Tauben, was unter anderem in Ludwig Hirschs schaurigem Lied über den Sexualstraftäter „Der Herr Haslinger“ vorkommt. Weitere angesprochene Themen sind das Problem mit dem liegengebliebenen Hundekot in der kleinen städtischen Grünoase und die Fußballspiele der Jungen.